# Zuid ('s-Hertogenbosch)
Zuid is een buurt van 170 ha in 's-Hertogenbosch, in de Nederlandse provincie Noord-Brabant. De buurt heeft 3.975 inwoners en bevindt zich in de wijk in Zuidoost. Ze is gelegen tussen de oostelijke stadsmuur van het oude centrum, de Zuiderplas, Het Bossche Broek, en de waterpartij die van het Provinciehuis naar het noorden loopt, richting de Zuid-Willemsvaart.

## Geschiedenis

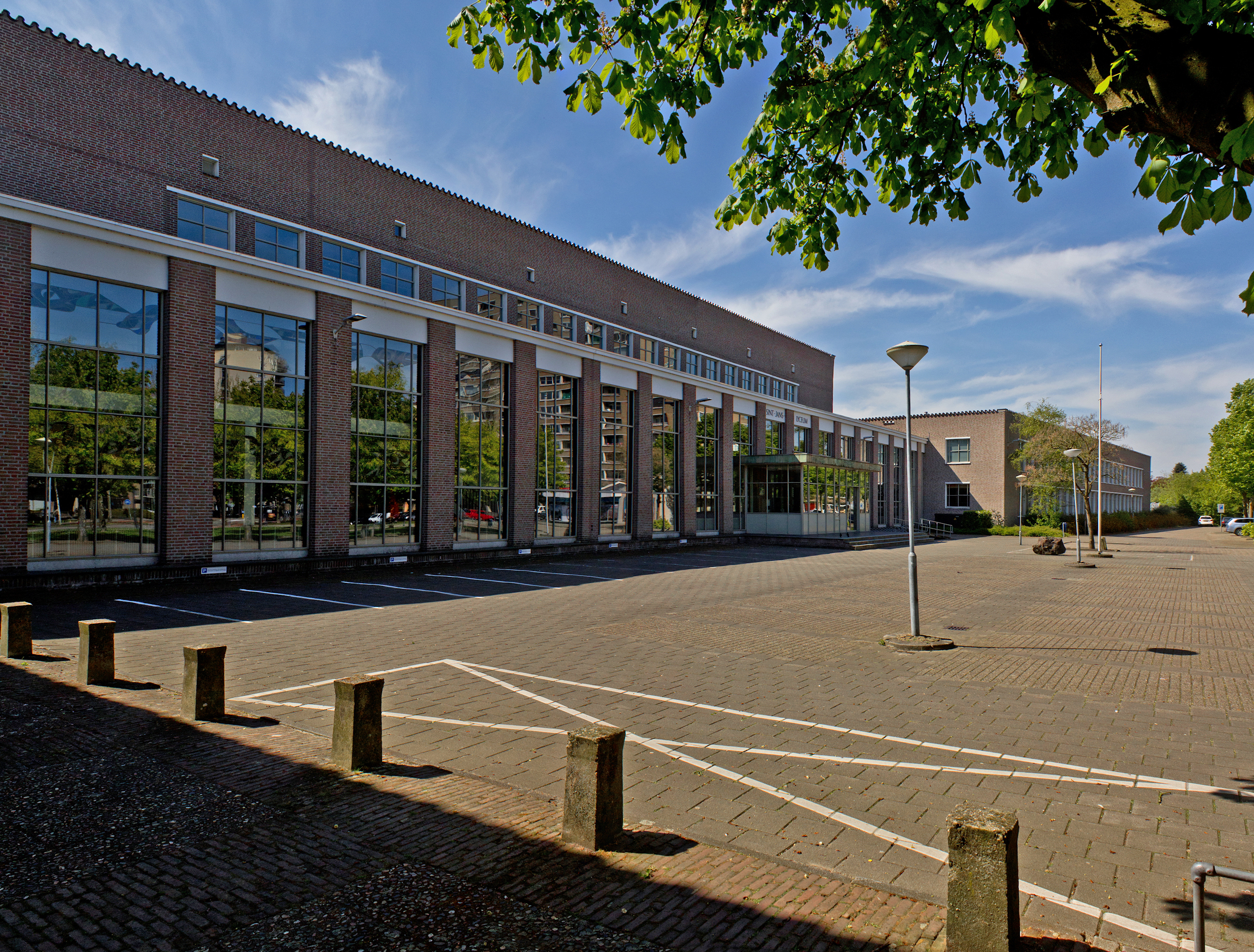
Het Sint-Janslyceum

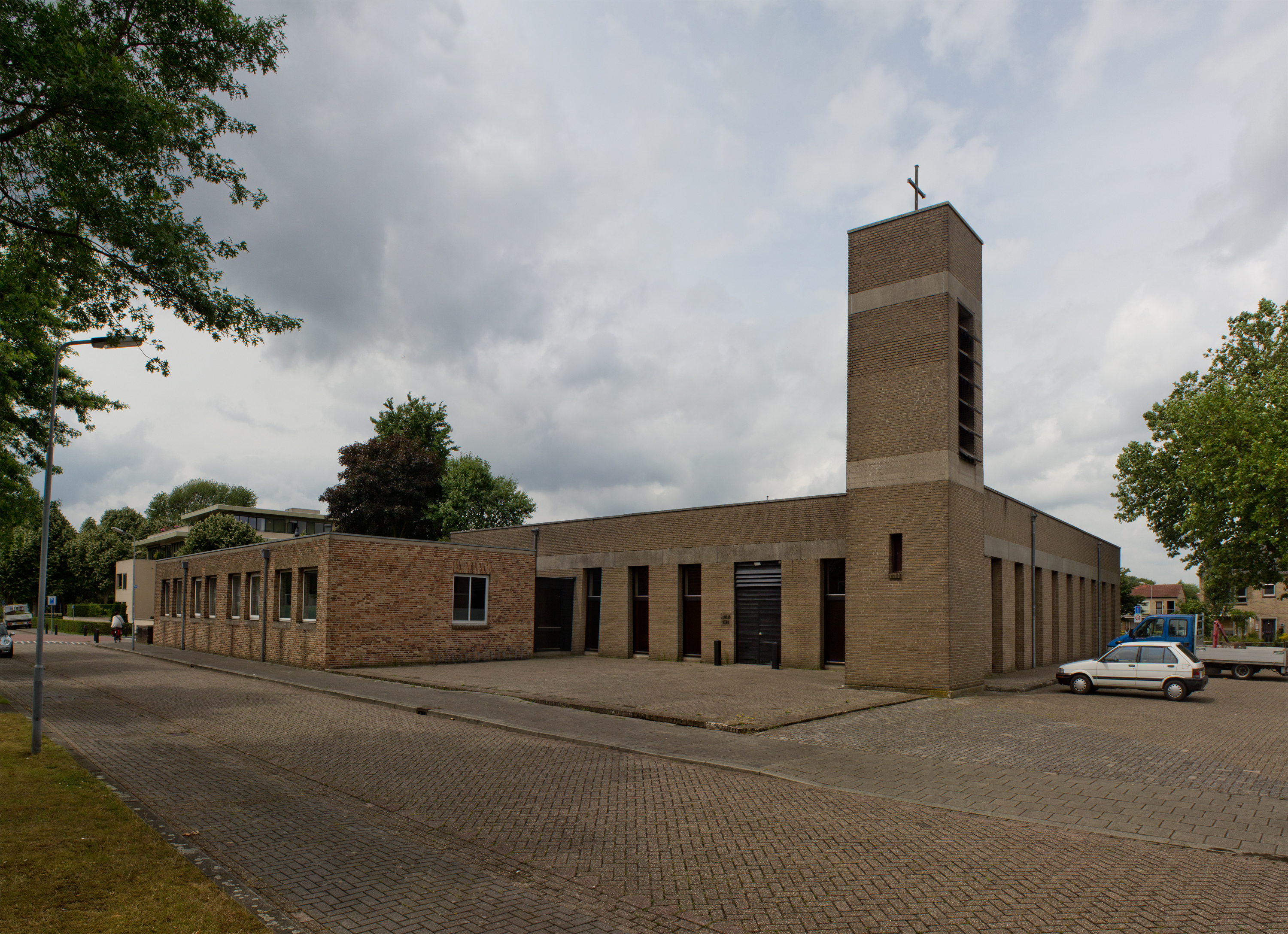
De Lucaskerk

De oudst herkenbare structuur in de buurt is de Pettelaarse Schans. Dit stervormige fort is al gesloopt in 1672, maar was nog in het landschap te herkennen. Bij het uitgraven van de Zuiderplas is de vorm van de schans extra benadrukt in het landschap.
De eerste plannen voor woningbouw ten zuiden van de oude binnenstad stammen uit 1937. In dat jaar wordt stedenbouwkundige Pieter Verhagen (van het bureau Granpré Molière, Verhagen en Kok) aangetrokken om een uitbreidingsplan te maken voor de gehele stad. Hierbij was sprake van een Plan West, Oost, en Zuid, waarbij Zuid de wat meer welgestelde buurt zou worden.
Door het uitbreken van de Tweede Wereldoorlog is het plan tot 1945 in de ijskast gezet. Na de oorlog is men voortvarend te werk gegaan, waarbij het landschap werd opgehoogd met zand uit de Zuiderplas.
Zuid was een van de eerste grote naoorlogse uitbreidingen van Den Bosch. Het is in twee delen gerealiseerd. Het eerste deel (Zuid I, ten westen/noorden van de Zuiderparkweg en in het oosten begrensd door de Adriaan Poirterssingel) is tot stand gekomen tussen 1950 en 1960. Het tweede, overige, deel (Zuid II) kwam gereed in 1975.
Aanvankelijk was het de bedoeling om in plaats van de aanleg van Zuid Het Bossche Broek te bebouwen, maar door discussie in de gemeenteraad van 's-Hertogenbosch is Het Bossche Broek grotendeels onbebouwd gebleven. Een deel van de omwalling van de stad grenst daardoor aan een open landschap.

## Opzet
Zuid kan in drie delen worden onderverdeeld: Pettelaar (het gedeelte van de buurt langs de Pettelaarseweg), Bazelaar (het gedeelte aan de Zuid-Willemsvaart) en de Gestelse buurt (rond het provinciehuis). Oorspronkelijk was er echter een tweeledige opzet, met een duidelijke scheiding tussen Zuid I en Zuid II (zie het kopje over de geschiedenis), met ieder hun eigen kerk, scholen, en voorzieningen. De twee delen zouden van elkaar gescheiden worden door het oorspronkelijk veel groter geplande Zuiderpark. De Pettelaarseweg zou in een rechte lijn naar de Pettelaarse Schans lopen.
Na 1956 werd het oorspronkelijke plan aangepast om beter aan te sluiten op de veranderende bevolkingsgroei en stedenbouwkundige inzichten. Het Zuiderpark kreeg zijn huidige grootte, en de bebouwing werd dichter dan oorspronkelijk gepland. De Pettelaarseweg kreeg de huidige knik naar het provinciehuis. De opdeling in een Zuid I en II is herkenbaar aan de opzet van beide delen en de gebruikte bouwstijlen.
Zuid I is architectonisch interessant. Het is een toonbeeld van wederopbouwarchitectuur en bevat veel karakteristieke voorbeelden van Delftse- en Bossche Schoolarchitectuur. Zuid II is modernistisch van opzet, met voornamelijk lange, noord-zuid georiënteerde bouwblokken.
In de hele wijk is de wijk/parochiegedachte als uitgangspunt terug te vinden. Ze is hiërarchisch opgezet langs de belangrijkste verkeersaders (Pettelaarseweg, Zuiderparkweg en Gestelseweg). Aan deze hoofdwegen vindt men voornamelijk (middel)hoogbouw, met daarachter laagbouw. De centrumfunctie van de twee delen van de wijk wordt gevormd door de Lucaskerk en Zuiderpassage in het noorden, en de winkels en het Sint-Janslyceum bij de knik in de Pettelaarseweg in het zuiden. In het zuiden bij de Bossche Broek, en in het midden bij het Zuiderpark, vindt men villawijkjes.

## Bezienswaardigheden
In architectonisch opzicht is vooral Zuid I interessant, met Bossche Schoolarchitectuur, zoals de appartementen rondom de Arezzostraat, en Delftse Schoolarchitectuur rond de Hertog Hendriksingel en de Hertog Janstraat.
De Lucaskerk uit 1973 is een ander voorbeeld van Bossche Schoolarchitectuur. Bij het ontwerp van dit gebouw heeft Stonehenge ter inspiratie gediend. Dit is bijvoorbeeld te zien aan de opbouw van de muurdammen tussen de ramen en de pilaren binnenin het gebouw.
Het Sint-Janslyceum uit 1962 is in 2013 toegevoegd aan het Beschermingsprogramma Wederopbouw 1959-1965.
Het Provinciehuis van Huig Maaskant staat aan het zuidoostelijke uiteinde van de wijk, en vormt zodoende een poort tot de wijk en de stad zelf.

## Fotogalerij

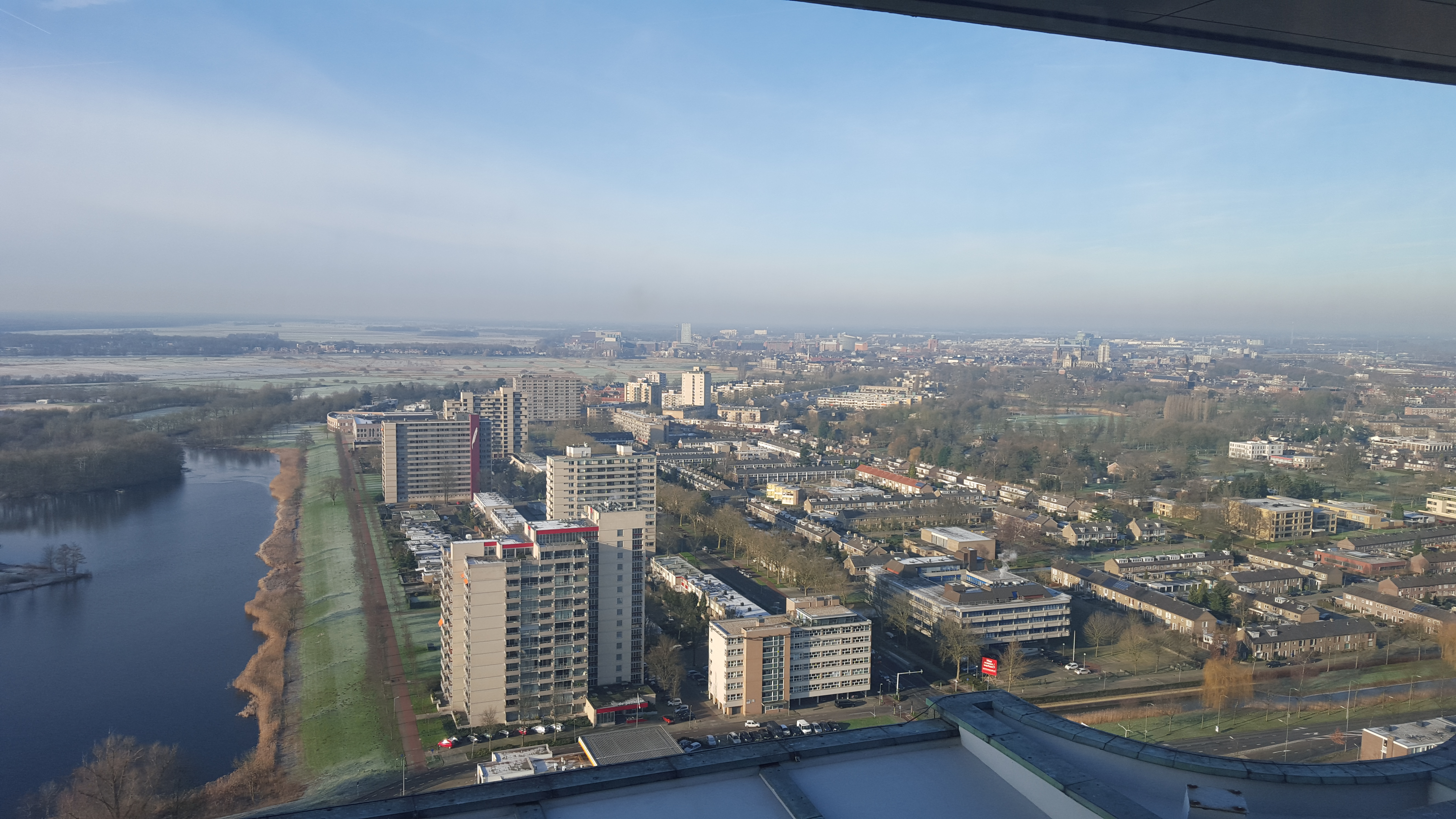
Zuid gezien vanuit het Provinciehuis
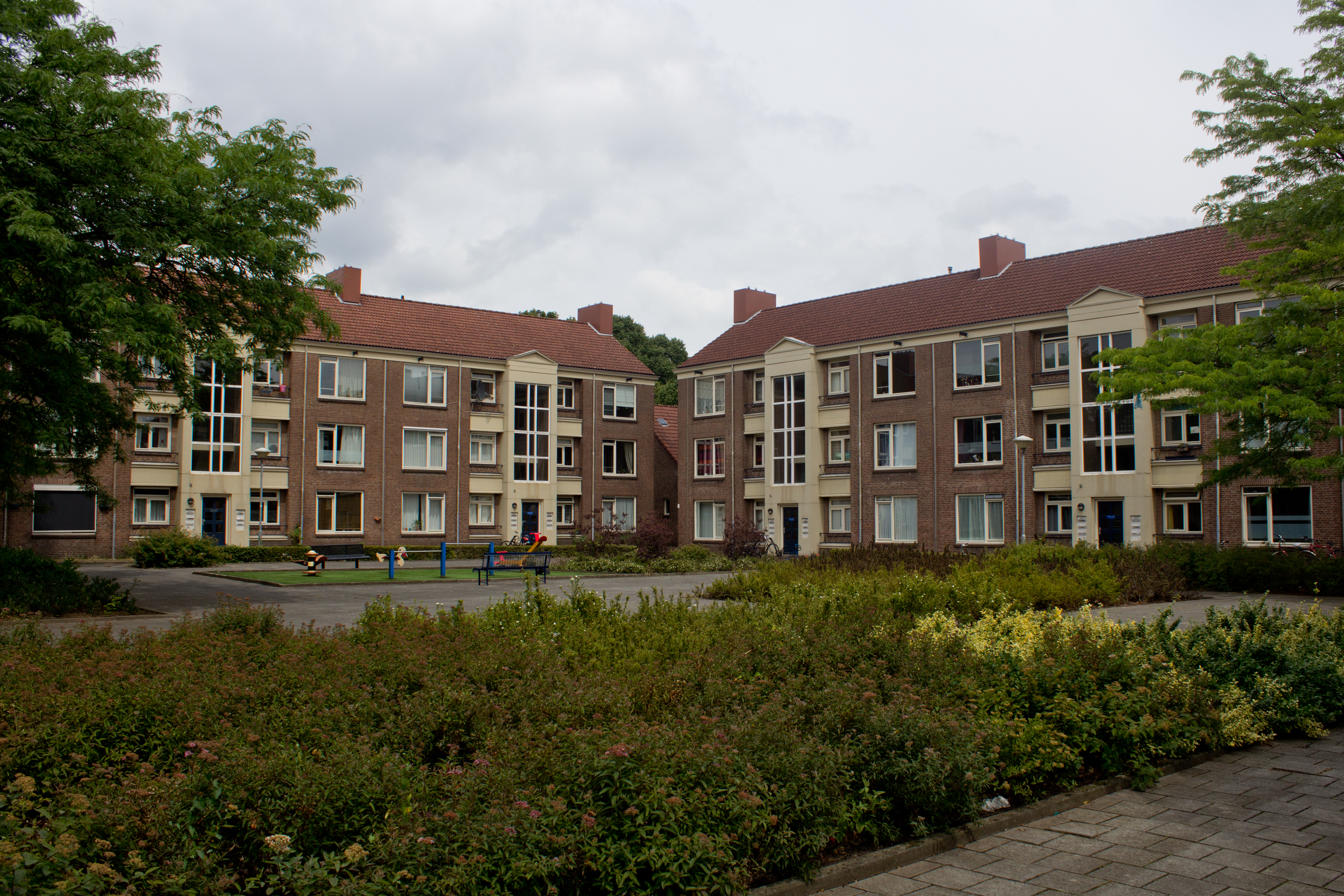
Binnenhofjes langs de Hadewychstraat
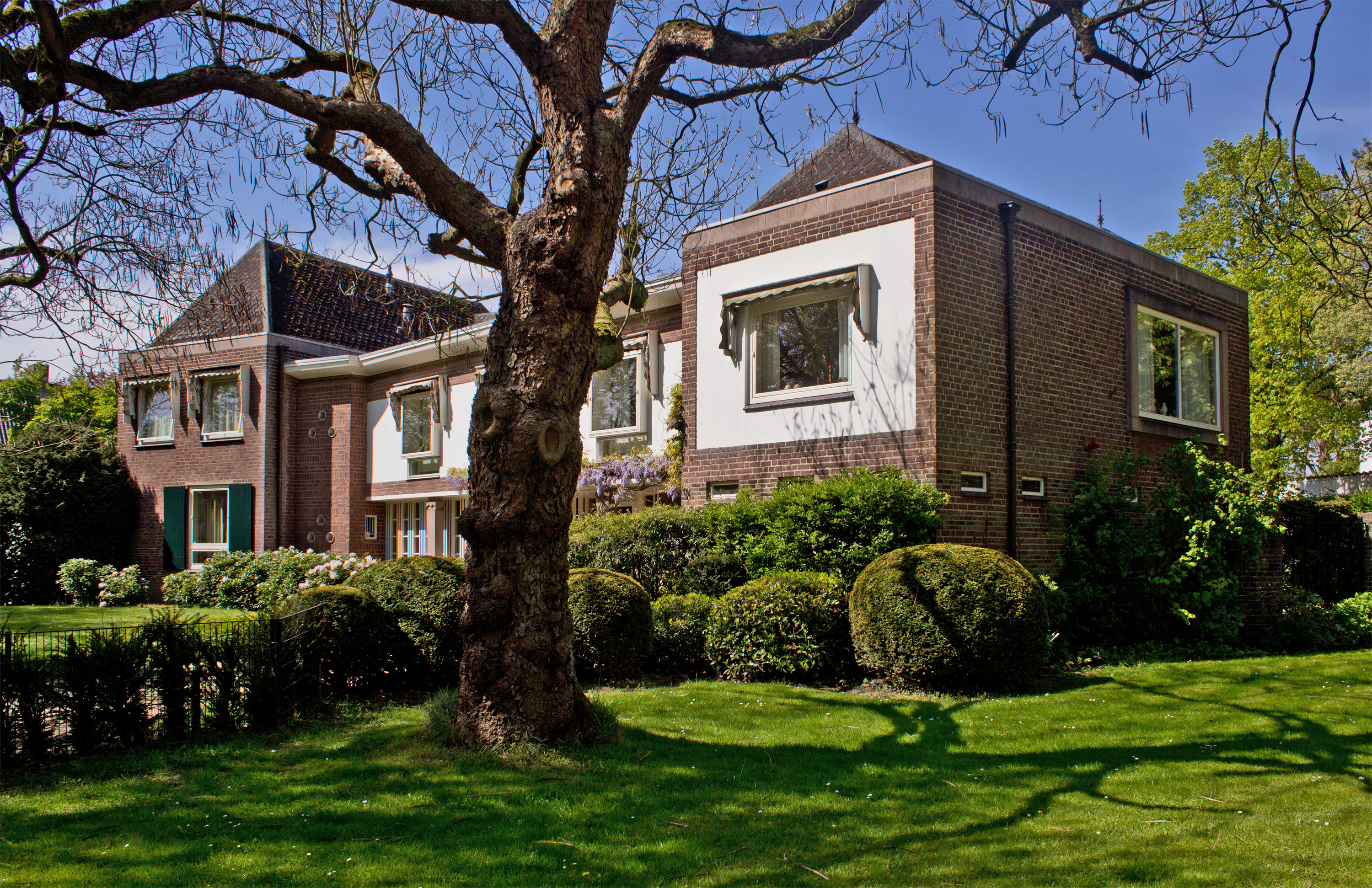
Modernistische villa aan de Hertog Hendriksingel
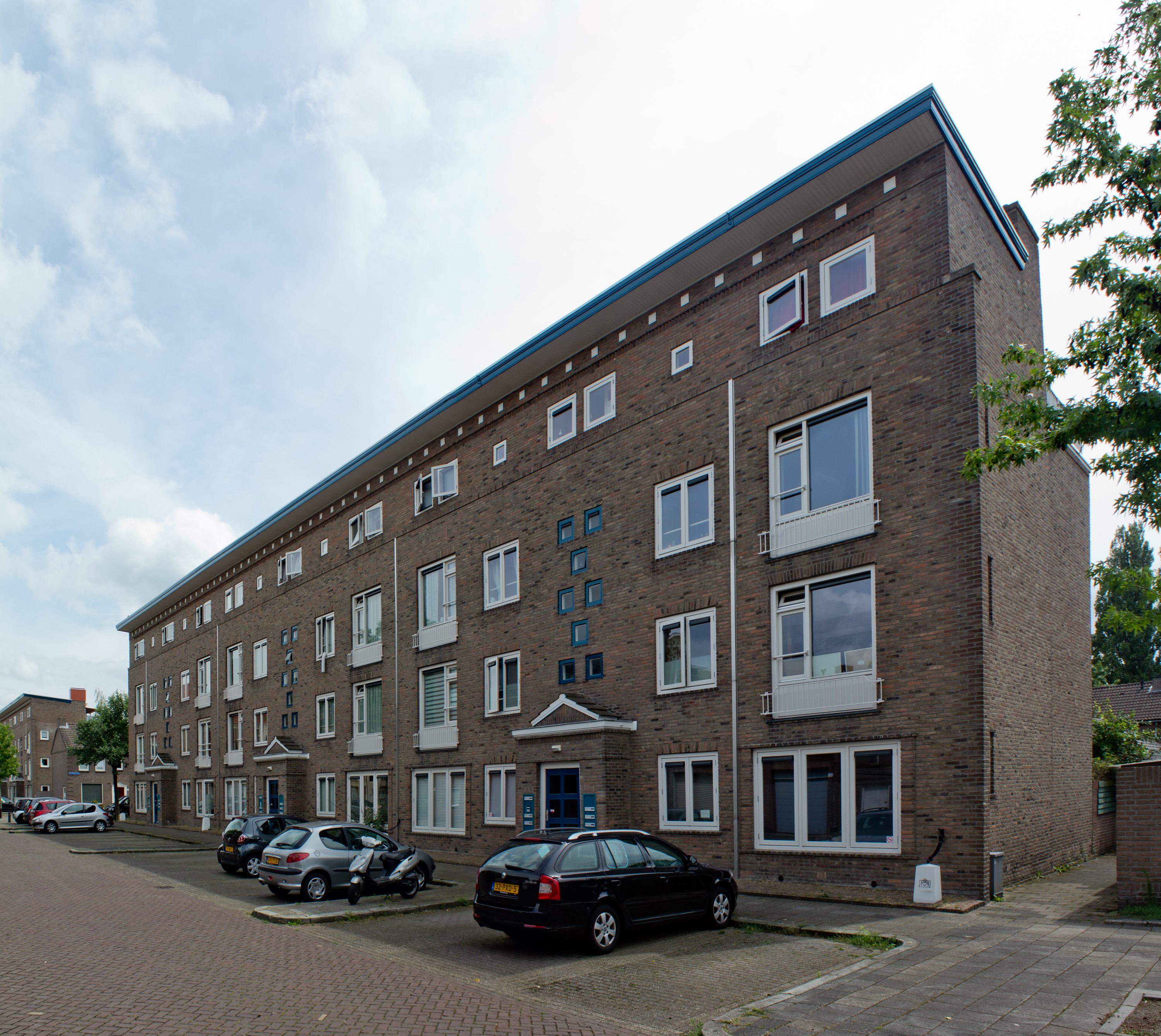
Hoogbouw aan de Hadewychstraat
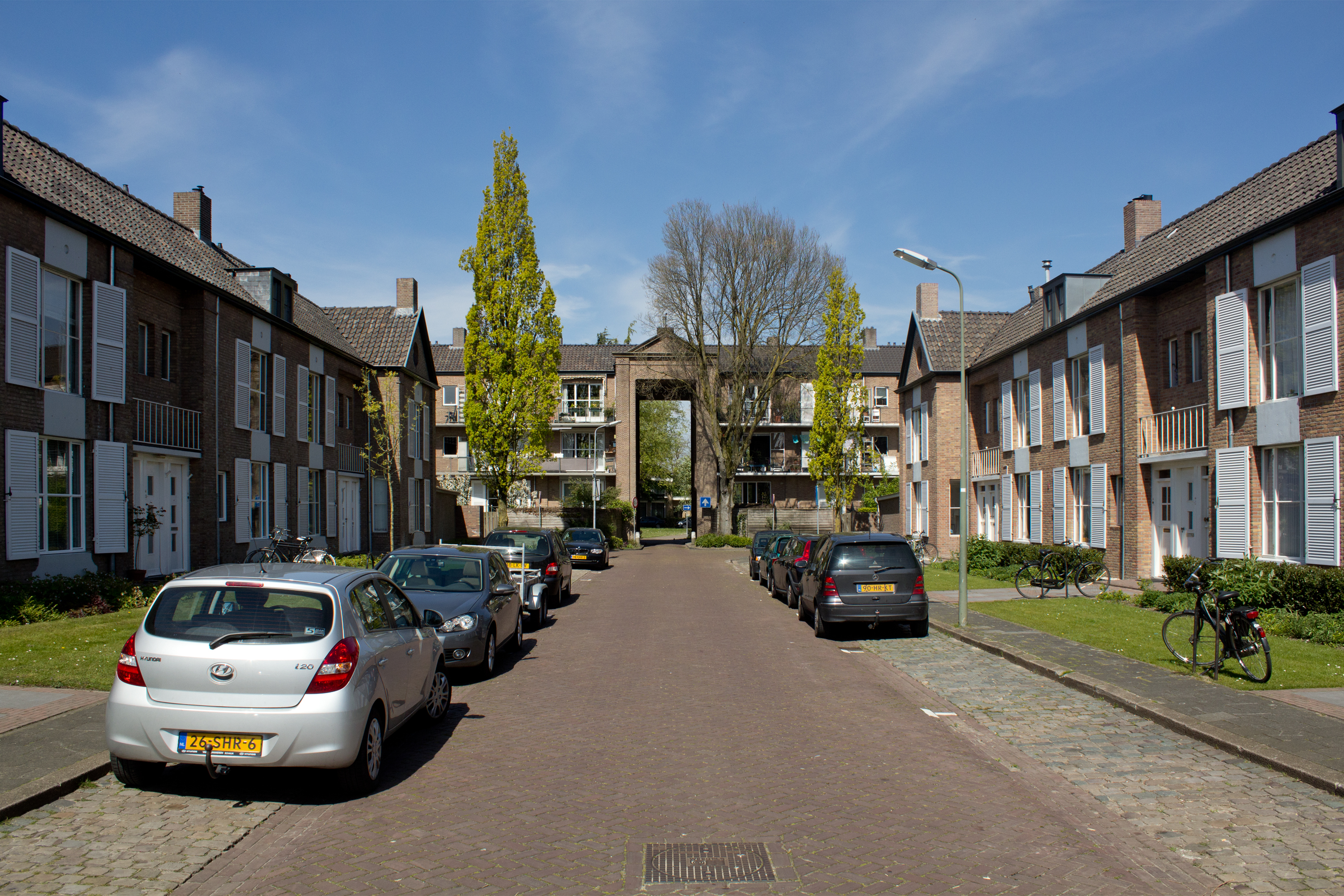
Zicht op het poortgebouw aan het einde van de Hertog Janstraat
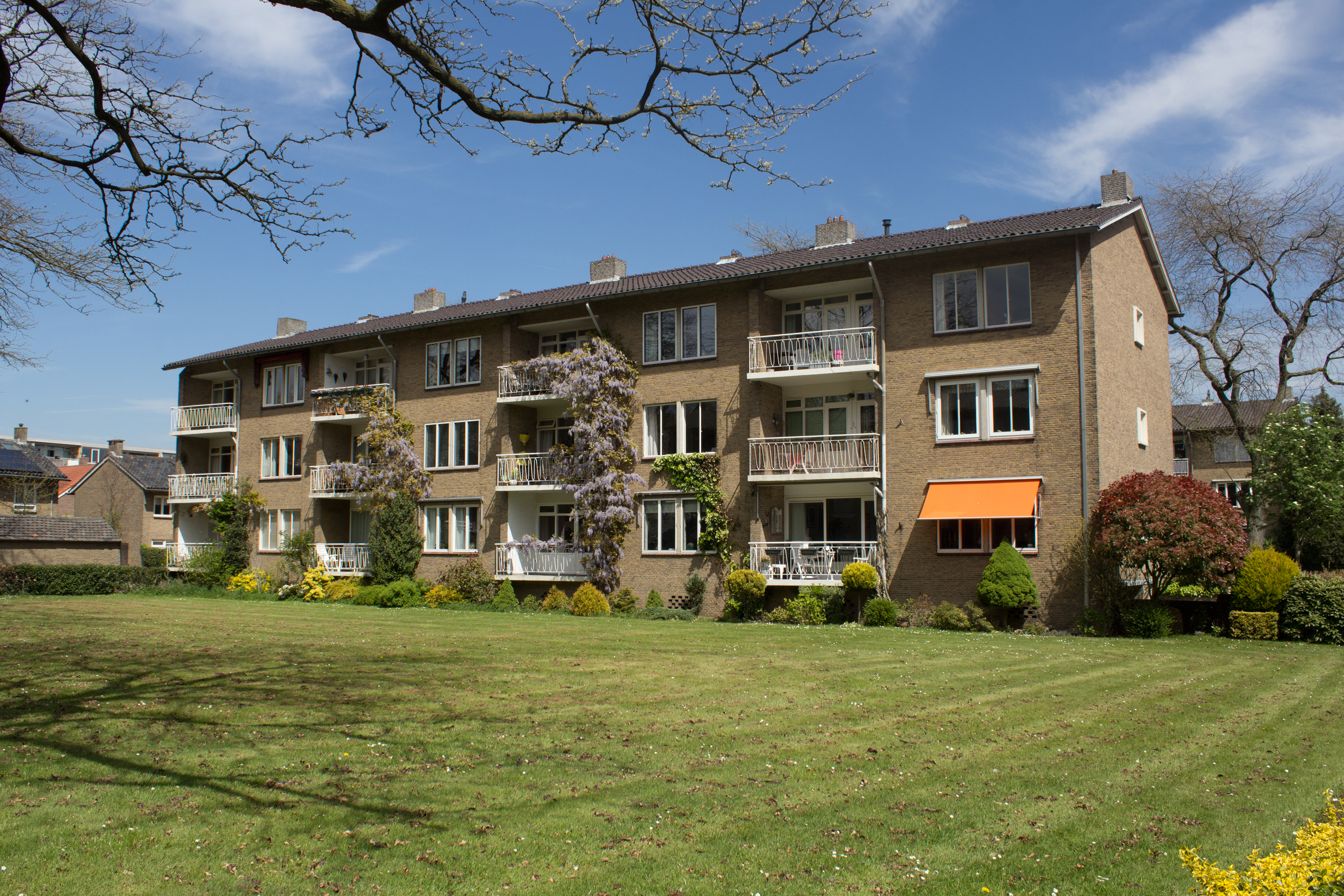
Woningbouw langs de Zuiderparkweg
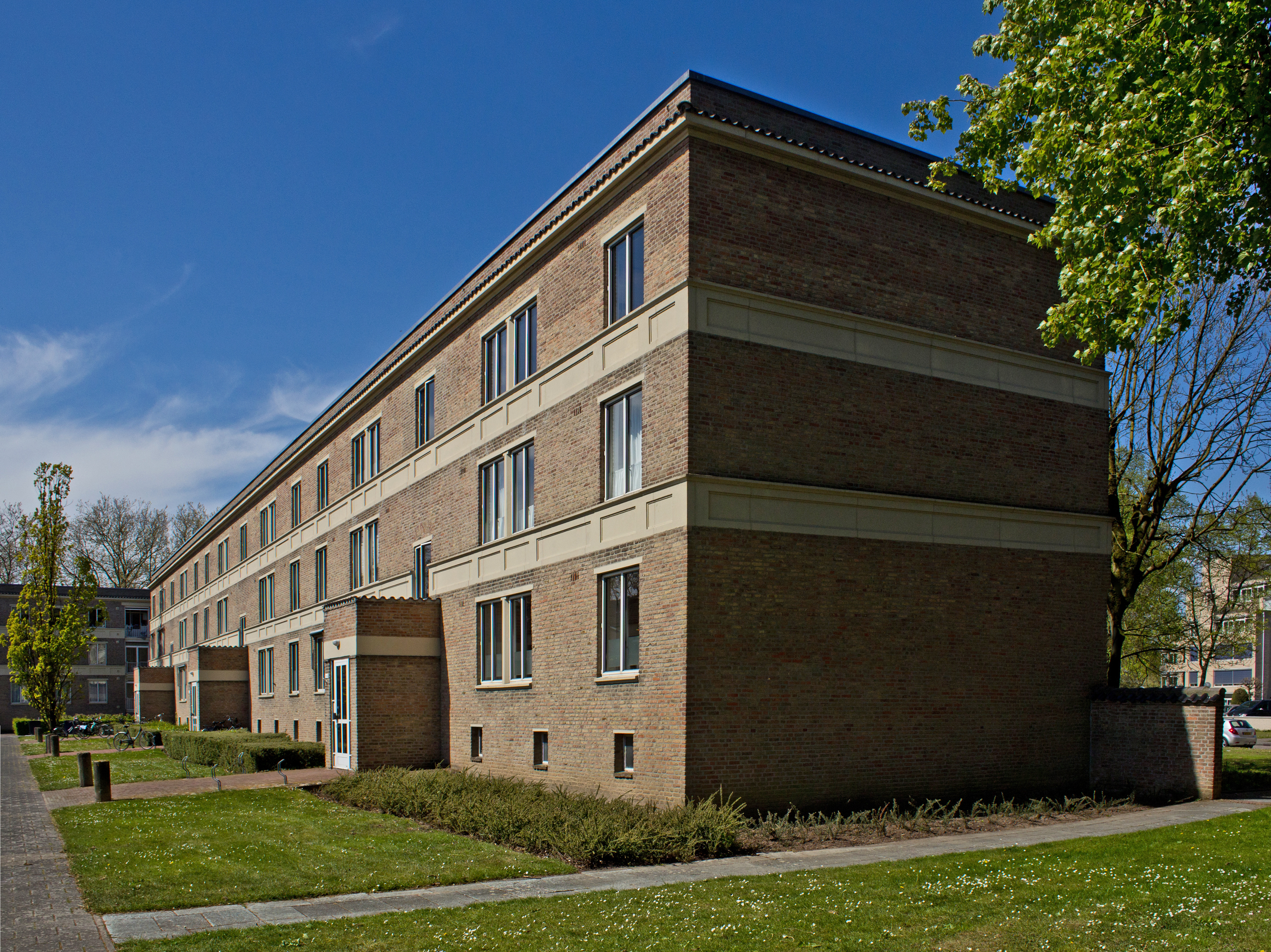
Bossche Schoolarchitectuur langs de Arezzostraat
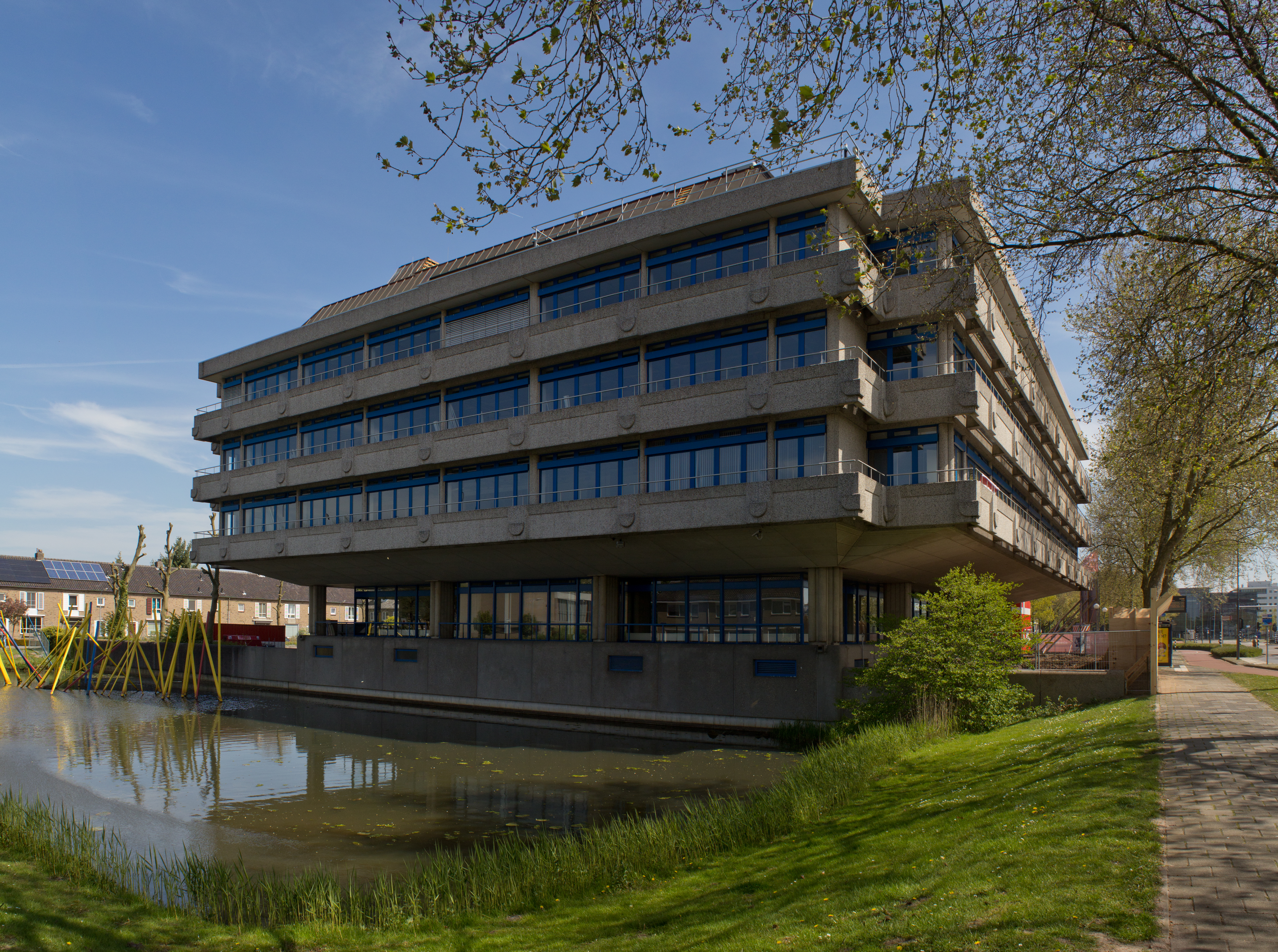
Het voormalig kantoor van Rijks Waterstaat in 's Hertogenbosch Zuid, vlak voor de sloop tot op het casco in 2017.
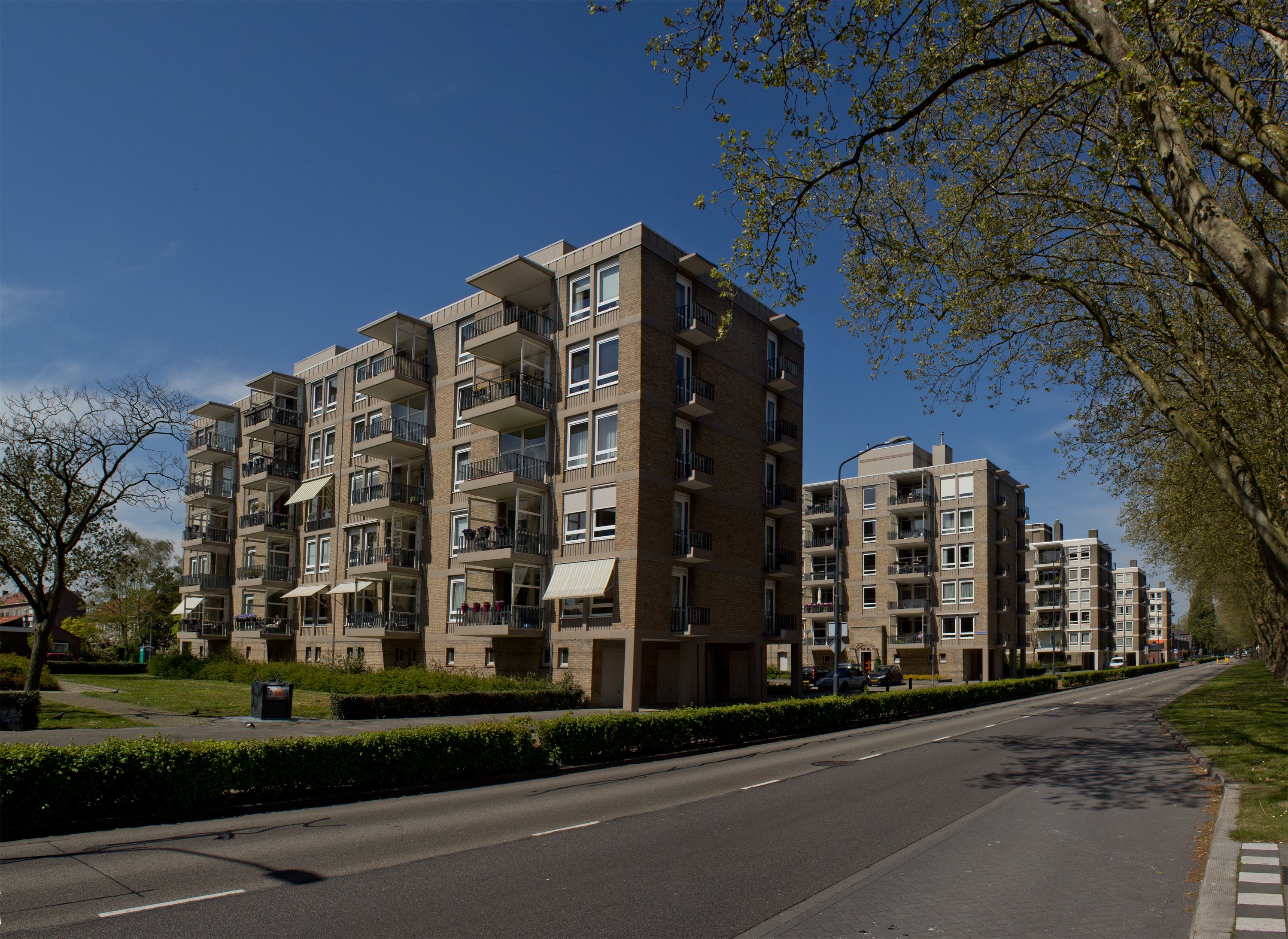
Hoogbouw langs de Pettelaarseweg